# Jamagne (rivier)
De Jamagne is een korte rivier van 6,9 kilometer in het Franse departement Vosges en loopt van het meer van Gérardmer naar de rivier de Vologne bij de buurtschap Kichompré.
De Jamagne werd in 1919 voor het eerst gedocumenteerd. Bij de aanleg van Route nationale 417 in 1950 werd de rivier gekanaliseerd en was, omdat hij door het industriegebied van Gérardmer liep, tot 1998 flink vervuild. De Jamagne loopt van het zuidwesten naar het noordoosten en is belangrijk voor de afwatering vanaf de Hohneck. Het water dat van deze berg komt hoopt zich op in het meer van Gérardmer.